# نهر نرمادة
نهر نَرمادة أو نربادة هو خامس أطول نهر في الهند وأطول نهر يجري من الشرق إلى الغرب في الهند. يجري النهر في ولايتي مدهيا برديش وكجرات. يُلقب النهر بـشريان الحياة للولايتينلأهميته الكبيرة في دعم اقتصاد الولايتين. ينبع النهر من هضبة أماركانتاك في منطقة أنوبور بولاية مدهيا برديش، وهو الحد الطبيعية بين شمال وجنوب الهند. يجري النهر لمسافة 1,312 كـم (815.2 ميل) إلى الغرب حتى يصب في خليج كمبات (بحر العرب) على بُعد 30 كـم (18.6 ميل) غرب مدينة بهروش في كجرات.
يمر النهر عبر وادي متصدع محاط بسلسلتَي ستبورا وفِندهيا، وهو بذلك مختلف عن الأنهار التي تُكوّن دلتا عند مصباتها. يجري النهر لمسافة 1,077 كـم (669.2 ميل) في ولاية مدهيا، و74 كـم (46.0 ميل) في ولاية مهاراشترا و39 كـم (24.2 ميل) على الحدود بين مهاراشترا وكجرات حتى يدخل ولاية كجرات التي سيجري فيها لمسافة 161 كـم (100.0 ميل).
للنهر أسماء مختلفة في النصوص القديمة منها نَمناديوس (Ναμνάδιος) في الطواف حول البحري الإرتري (حوالي 80 م)، ونَمادوس (Νάμαδος) ونَماديس (Ναμάδης) في كتب بطليموس. عُرف باسم نِربودا (Nerbudda) أو نَربدا (Narbada) في عهد الراج البريطاني. أما اسم نَرمادة فهو مشتق من السنسكريتية ومعناه مانح المتعة.

## للاستزادة
- parikrama narmada maiya ki book by shree amrutlal vegad (Hindi, Gujarati)
- Tire Tire narmada book by shree amrutlal vegad (Hindi, Gujarati)
- Narmada Waters Dispute Tribunal Award (NWDTA)
- Reports of Irrigation Commission, 1972.
- A River Sutra, by Gita Mehta. Vintage Books, 1994. (ردمك 0-679-75247-1).
- Sharma, Bhasha Shukla – Anthropomorphism of River Narmada: A cultural study of A River Sutra. The Criterion: An International Journal in English 3.3 (Sep 2012). Web.
- Sharma, Bhasha Shukla. "Mapping culture through A River Sutra': Tribal Myths, Dialogism, and Meta-narratives in postcolonial Fiction." Universal Journal of Educational and General Studies. 1.2. (February 2012)